# Thomas Virnich

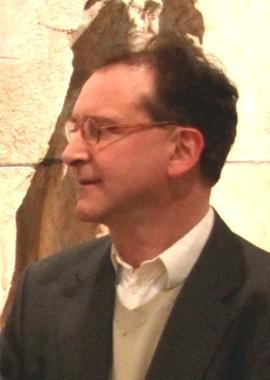
Thomas Virnich (2011)

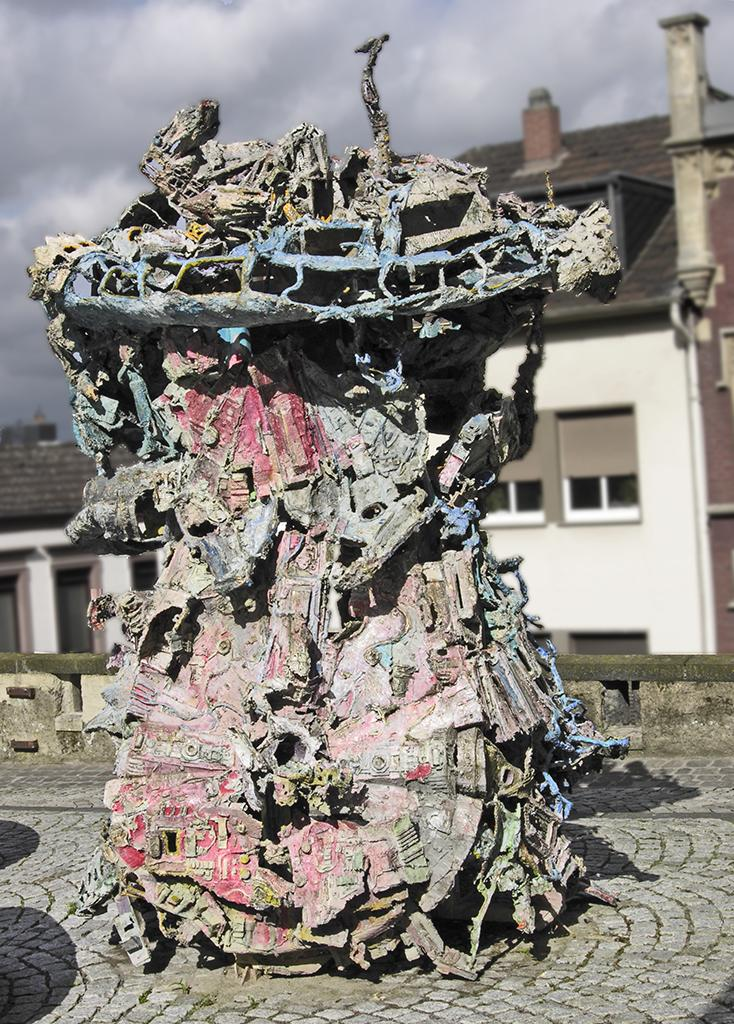
Thomas Virnich: Turm zu Babel, 2002

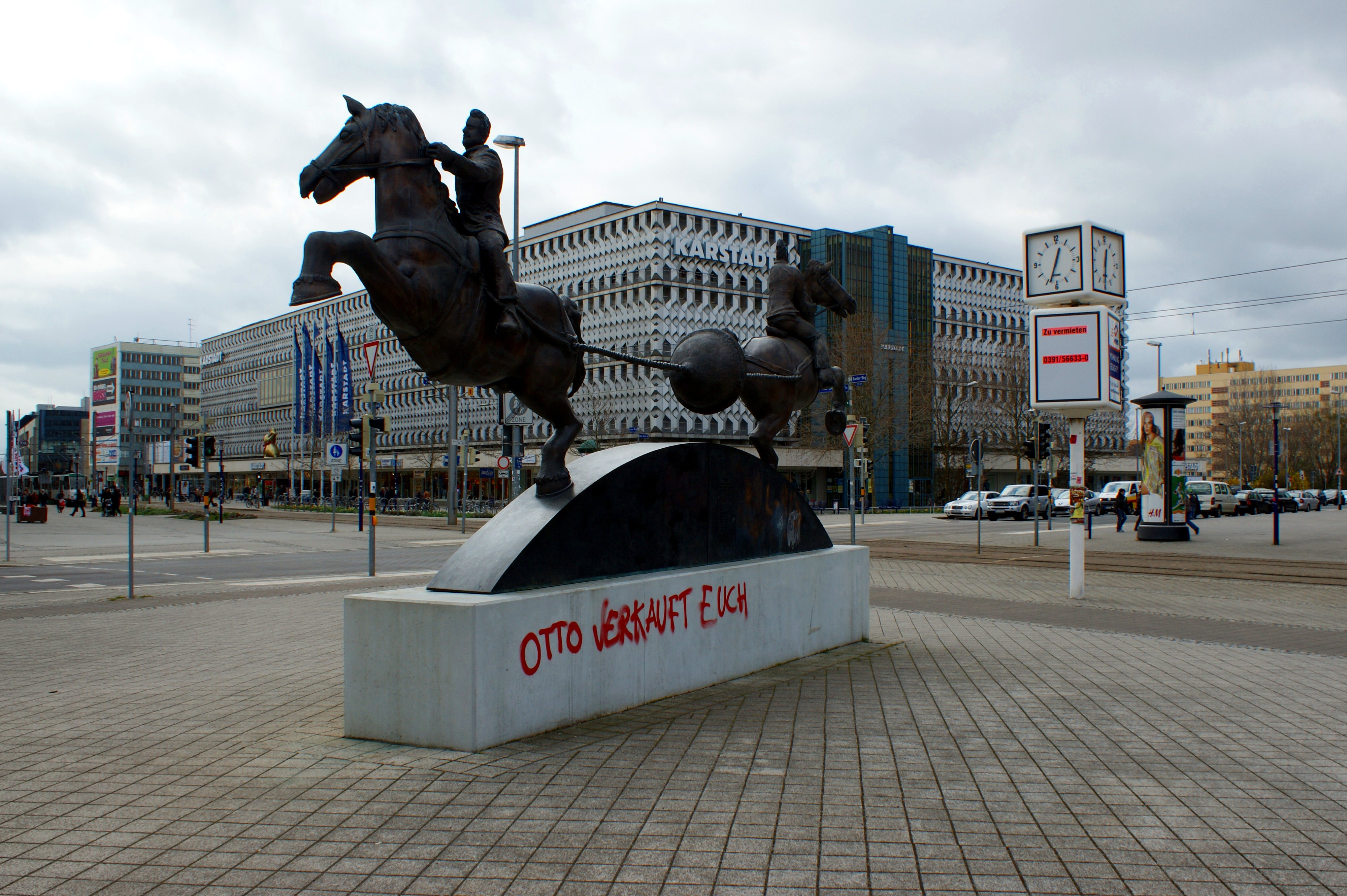
Thomas Virnich: Denkmal zu Otto von Guerickes Halbkugelversuch auf dem Ratswaageplatz in Magdeburg

Thomas Virnich (* 16. März 1957 in Eschweiler) ist ein deutscher Bildhauer und Maler.

## Leben und Werk
Thomas Virnich lebt und arbeitet in Mönchengladbach-Neuwerk. Von 1978 bis 1981 studierte er an der Technischen Hochschule Aachen bei Joachim Bandau, wechselte dann zur Düsseldorfer Kunstakademie, an der er bis 1985 bei Alfonso Hüppi und Eugen Gomringer studierte. 1983 hatte Virnich die erste Einzelausstellung, erhielt den Förderpreis der Stadt Aachen und auf der Art Cologne eine Förderkoje. Den Förderpreis des Landes Nordrhein-Westfalen Bildende Kunst bekam er 1985, das Karl-Schmidt-Rottluff-Stipendium (zusammen mit seinem zwei Jahre älteren Bruder Winfried Virnich) 1987 und den Niedersächsischen Kunstpreis 2001. Virnich stellt große farbige Skulpturen her, die vielfach wuchern, und in die Alltagsgegenstände bzw. Abfallgegenstände integriert sind. Seit 1992 lehrt er an der Hochschule für Bildende Künste Braunschweig.
Virnich ist Mitglied des Deutschen Künstlerbundes.

## Ausstellungen (Auswahl)
- 1984 Ein Panzer wird zerlegt. Neue Galerie – Sammlung Ludwig, Aachen
- 1985 Hausblöcke Städtisches Museum Abteiberg, Mönchengladbach
- 1986 Kunstraum München
- 1987 documenta 8, Kassel
- 1988 ZEITLOS Hamburger Bahnhof, Berlin
- 1994 Thomas Virnich – Kleine Welten. Produzentengalerie, Hamburg
- 1995 Thomas Virnich – Welten. Städtische Galerie Remscheid
- 1996 Thomas Virnich – alles wirklich. Kunstverein Braunschweig
- 1997 Gerhard-Marcks-Haus, Bremen
- 2002 Deutsche Gesellschaft für christliche Kunst, München
- 2003 Malkasten, Düsseldorf
- 2005 Kunstverein Bonn; Lehmbruck-Museum, Duisburg
- 2007 Aargauer Kunsthaus, Aarau (Schweiz)
- 2007 Museum Wiesbaden
- 2011 Roemer- und Pelizaeus-Museum, Hildesheim
- 2014 Thomas Virnich. Die Welt am Kleiderhaken. Museum DKM, Duisburg
- 2015 Kunstverein Region Heinsberg, Schalk Im Kasten
- 2015/16 Thomas Virnich - Helter Skelter, Skulpturenpark Waldfrieden, Wuppertal

## Weitere Auszeichnungen
- 1983 Förderpreis des Bundeswettbewerbs Kunststudenten stellen aus des Bundesministeriums für Bildung und Wissenschaft
- 1987 Villa-Romana-Preis
- 1991 Villa-Massimo-Preis[3]